# Dick van den Heuvel
Dick van den Heuvel (Amsterdam, 22 augustus 1956) is een Nederlandse schrijver van scenario's, boeken en theaterstukken.

## Loopbaan
Van den Heuvel doorliep het Atheneum B en ging daarna als 17-jarige naar de Nederlandse Film en Televisie Academie. Daar studeerde hij af in 1978, waarna hij zich tot 1986 bezighield met productieleiding en regieassistentie.
Voor het Amsterdamse amateurgezelschap Toetssteen schreef hij in die tijd al regelmatig toneelstukken, maar begin jaren negentig ging hij ook voor professionele gezelschappen en productiemaatschappijen scripts schrijven. Voor de KRO schreef hij de 13-delige jeugdserie De Legende van de Bokkerijders (die in 2006 op dvd verscheen). Ook schreef hij de serie Nosmo King voor de NPS, Combat voor Veronica en samen met Stan Lapinski en Simon de Waal de serie Russen (waarvan een aantal seizoenen op dvd werd uitgebracht).
Met Stan Lapinski en Henk Apotheker schreef Van den Heuvel de politieserie Van Speijk. Deze serie werd in 2006 en 2007 door Talpa uitgezonden. Hij heeft vier zogenaamde Telefilms op zijn naam staan: Dat is nooit mijn naam geweest (regie Eric Oosthoek), De stilte van het naderen (regie Stephan Brenninkmeijer), Sloophamer (regie Ger Poppelaars) en Eigenheimers (regie Pollo de Pimentel). Verder schreef hij, samen met Simon de Waal, vier thrillers over de speurder-apotheker C.J. van Ledden Hulsebosch, waarvan de titels zijn: Moord in Tuschinski, De wraak van de keizer, Spelen met vuur en De Rembrandtcode (alle bij Uitgeverij De Fontein).
De reeks religieuze thrillers over de politiepastor Cas Wulffers (hoofdpersoon van de televisieserie Missie Warmoesstraat die hij samen met Simon de Waal bedacht) is eveneens geschreven door Van den Heuvel. Het zevende deel ("De Doodshoofdvlinder") verscheen in 2007.
Voor het theater bewerkte hij kinderboeken als De Zevensprong en De brief voor de koning (beide van Tonke Dragt) en De Griezelbus en Dolfje Weerwolfje (beide van Paul van Loon) tot musicals. Ook was hij de bewerker van Jan Wolkers' roman Turks fruit, die als musical in seizoen 2005/2006 drie Musical Awards won, waaronder voor beste kleine musical. Hij schreef het script van de musical Ramses (seizoen 2011/2012) over het leven van Ramses Shaffy, geregisseerd door Peter de Baan en geproduceerd door Albert Verlinde.

## Werken
| Jaartal        | Titel                                                 | Soort          |
| -------------- | ----------------------------------------------------- | -------------- |
| 1981           | Als de lente komt                                     | televisiefilm  |
| 1982           | Er waren twee Koningskinderen                         | televisieserie |
| 1990           | Meidagen                                              | toneel         |
| 1992           | De dromendief                                         | toneel         |
| 1995           | Nosmo King                                            | televisieserie |
| 1998           | Combat                                                | televisieserie |
| 1998 tot 2000  | In de praktijk                                        | televisieserie |
| 2001           | Doei                                                  | televisieserie |
| 1992           | Plantage Allee                                        | televisieserie |
| 1994           | De legende van de Bokkerijders                        | televisieserie |
| 1996           | Tasten in het duister                                 | miniserie      |
| 1996           | Nosmo King                                            | televisieserie |
| 1997           | Het huis met de twaalf deuren                         | televisieserie |
| 1997           | Monumenten om ons heen                                | televisie      |
| 1997           | Het recht van de zwakste                              | televisieserie |
| 1997           | De zaak L.A. Ries                                     | toneel         |
| 1998           | Post uit de Antillen                                  | televisieserie |
| 1998           | Wat gebeurde er toch met Baby Jane                    | toneel         |
| 1999           | De Filobus                                            | televisieserie |
| 1999           | De passie van Lucas                                   | musical        |
| 1999/2000      | Home                                                  | musical        |
| 1999/2000      | Python                                                | muziektheater  |
| 2000-2005      | Russen                                                | televisieserie |
| 2001           | De stilte van het naderen                             | telefilm       |
| 2001           | De Griezelbus                                         | musical        |
| 2002           | Asdach                                                | toneel         |
| 2002           | Bagger                                                | toneel         |
| 2003           | Sloophamer                                            | telefilm       |
| 2003           | De wraak van de keizer                                | roman          |
| 2003           | Dolfje Weerwolfje                                     | musical        |
| 2004           | Missie Warmoesstraat                                  | televisieserie |
| 2004           | De zevensprong                                        | musical        |
| 2004           | Wulffers en de zaak van de vermoorde onschuld         | boek           |
| 2004           | Wulffers en de zaak van de bloedverwanten             | boek           |
| 2005           | Wulffers en de zaak van de dode hoek                  | boek           |
| 2005           | Wulffers en de zaak van het galgenmaal                | boek           |
| 2005           | RZpkt                                                 | toneel         |
| 2005           | Het raadsel van de kluizenaar                         | roman          |
| 2006           | Wulffers en de zaak van het doodlopende spoor         | boek           |
| 2006           | Wulffers en de zaak van de karaktermoord              | boek           |
| 2006           | Als op het Leidseplein                                | musical        |
| 2006           | Daggoedays                                            | toneel         |
| 2006           | Liefde is kouder dan de dood                          | toneel         |
| 2006           | Milarepa                                              | toneel         |
| 2006/2007      | Van Speijk                                            | televisieserie |
| 2007           | Wulffers en de zaak van de doodshoofdvlinder          | boek           |
| 2007           | Wulffers en de zaak van de monddode                   | boek           |
| 2007           | Eigenheimers                                          | telefilm       |
| 2007           | De mars der mankementen                               | roman          |
| 2007/2008      | De brief voor de koning                               | musical        |
| 2007/2008      | Route 66                                              | musical        |
| 2007/2008      | Os & Ezel, het evangelie volgens Kees                 | musical        |
| 2007           | Grommel en de anti-kerst                              | musical        |
| 2007/2008/2012 | De gebroeders Leeuwenhart                             | musical        |
| 2008/2009      | Ko!                                                   | Toneel         |
| 2008/2009      | Brandende liefde                                      | musical        |
| 2009           | De hel van '63                                        | roman          |
| 2009           | De gelukkige huisvrouw                                | toneel         |
| 2009           | Sjakoo                                                | musical        |
| 2009           | De wonderlijke reis van mijnheer Prikkebeen           | musical        |
| 2009/2010      | Dromen... zijn bedrog                                 | musical        |
| 2010           | De tranen van Van Gogh                                | roman          |
| 2010           | Kruimeltje                                            | musical        |
| 2010           | De Kraaien van Van Gogh                               | roman          |
| 2010           | Dusty                                                 | muziektheater  |
| 2010           | Daendels                                              | musical        |
| 2010           | Homeless                                              | musical        |
| 2011           | Nova Zembla                                           | roman          |
| 2011           | De schaduw van Vermeer                                | roman          |
| 2011           | Nightmare                                             | musical        |
| 2011           | Herinnert u zich deze nog?                            | musical        |
| 2011           | Paul Vlaanderen en het mysterie van de verzonnen dood | toneel         |
| 2011           | Razend                                                | film           |
| 2011           | The Music Battle Show                                 | theater        |
| 2011           | Help! Ik heb mijn vrouw zwanger gemaakt!              | toneel         |
| 2011/2012      | Ramses                                                | musical        |
| 2012           | Nathans Erfenis                                       | roman          |
| 2012/2013      | Dik Trom                                              | musical        |
| 2012           | Home again                                            | musical        |
| 2013           | Spijt!                                                | film           |
| 2013/2014      | De kleine blonde dood                                 | musical        |
| 2013           | Alles went behalve een vent                           | muziektheater  |
| 2014           | Afblijven                                             | musical        |
| 2014           | De zwarte dag van Oswald                              | roman          |
| 2015           | Robert Long                                           | musical        |
| 2015/2016      | SPIJT                                                 | musical        |
| 2016           | Keet & Koen en de Speurtocht naar Bassie & Adriaan    | film           |
| 2016           | Caps Club                                             | televisieserie |
| 2016           | Hotel de Grote L                                      | musical        |
| 2016           | Fataal                                                | Film           |
| 2016           | Intouchables                                          | toneel         |
| 2016/2017/2018 | SeksTips                                              | musical        |
| 2017           | Razend                                                | musical        |
| 2017           | Voor alles een eerste keer                            | musical        |
| 2017/2018      | Tina de musical                                       | musical        |
| 2017/2018      | Was getekend Annie M.G. Schmidt                       | musical        |
| 2017/2018      | Een Spook(T)huis voor Fiene                           | musical        |
| 2018           | Fataal                                                | musical        |
| 2018           | Rondom het Rembrandtplein                             | musical        |
| 2018           | De Kameleon                                           | televisieserie |
| 2018           | De brief voor de koning                               | musical        |
| 2021           | De Kameleon aan de ketting                            | bioscoopfilm   |
| 2023           | De Hospita                                            | musical        |